# NGC 5948
NGC 5948 est une paire d'étoiles située dans la constellation du Serpent. L'astronome français Édouard Stephan a enregistré la position de cette paire le 14 juin 1881.